# العلاقات الكولومبية الماليزية
العلاقات الكولومبية الماليزية هي العلاقات الثنائية التي تجمع بين كولومبيا وماليزيا.

## مقارنة بين البلدين
هذه مقارنة عامة ومرجعية للدولتين:
| وجه المقارنة                                              | كولومبيا        | ماليزيا       |
| --------------------------------------------------------- | --------------- | ------------- |
| المساحة (كم2)                                             | 1.14 مليون      | 330.29 ألف    |
| عدد السكان (نسمة)                                         | 49.07 مليون     | 31.62 مليون   |
| الكثافة السكانية (ن./كم²)                                 | 43.04           | 95.73         |
| العاصمة                                                   | بوغوتا          | كوالالمبور    |
| اللغة الرسمية                                             | اللغة الإسبانية | لغة ماليزية   |
| العملة                                                    | بيزو كولومبي    | رينغيت ماليزي |
| الناتج المحلي الإجمالي (بليون دولار)                      | 309.19 مليار    | 314.50 مليار  |
| الناتج المحلي الإجمالي (تعادل القوة الشرائية) بليون دولار | 724.96 مليار    | 817.43 مليار  |
| الناتج المحلي الإجمالي الاسمي للفرد دولار أمريكي          | 7.60 ألف        | 9.77 ألف      |
| الناتج المحلي الإجمالي للفرد دولار أمريكي                 | 13.36 ألف       | 25.64 ألف     |
| مؤشر التنمية البشرية                                      | 0.720           | 0.779         |
| رمز المكالمات الدولي                                      | +57             | +60           |
| رمز الإنترنت                                              | .co             | .my           |
| المنطقة الزمنية                                           | 00              | ت ع م+08:00   |

## منظمات دولية مشتركة
يشترك البلدان في عضوية مجموعة من المنظمات الدولية، منها:
| علم المنظمة | اسم المنظمة                               | تاريخ انضمام كولومبيا | تاريخ انضمام ماليزيا |
| ----------- | ----------------------------------------- | --------------------- | -------------------- |
|             | البنك الدولي للإنشاء والتعمير             | 24 ديسمبر 1946        | 7 مارس 1958          |
|             | منظمة التجارة العالمية                    | ?                     | ?                    |
|             | المركز الدولي لتسوية المنازعات الاستشارية | 14 أغسطس 1997         | 14 أكتوبر 1966       |
|             | منظمة حظر الأسلحة الكيميائية              | ?                     | ?                    |
|             | الفريق المعني برصد الأرض                  | ?                     | ?                    |
|             | المنظمة الهيدروغرافية الدولية             | ?                     | ?                    |
|             | الأمم المتحدة                             | 5 نوفمبر 1945         | 17 سبتمبر 1957       |
|             | منظمة الشرطة الجنائية الدولية             | ?                     | ?                    |
|             | وكالة ضمان الاستثمار متعدد الأطراف        | 30 نوفمبر 1995        | 6 ديسمبر 1991        |
|             | يونسكو                                    | 31 أكتوبر 1947        | 16 يونيو 1958        |
|             | مؤسسة التنمية الدولية                     | 16 يونيو 1961         | 24 سبتمبر 1960       |
|             | مؤسسة التمويل الدولية                     | 20 يوليو 1956         | 20 مارس 1958         |
|             | الاتحاد البريدي العالمي                   | ?                     | ?                    |
|             | الاتحاد الدولي للاتصالات                  | 25 أغسطس 1914         | 3 فبراير 1958        |

## وصلات خارجية
- موقع وزارة الخارجية الماليزية